# Balakhna
Balakhna (tiếng Nga: Балахна) là một thành phố Nga. Thành phố này thuộc chủ thể Nizhny Novgorod Oblast. Thành phố có dân số 57.338 người (theo điều tra dân số năm 2002). Thành phố là trung tâm hành chính của huyện Balakhninsky. Thành phố nằm bên hữu ngạn sông Volga, 32 kilômét (20 mi) về phía bắc Nizhny Novgorod. Đây là thành phố lớn thứ 290 của Nga theo dân số năm 2002. Dân số qua các thời kỳ: 51,526 (Điều tra dân số 2010); 57,338 (Điều tra dân số 2002); 32,133 (Điều tra dân số năm 1989); 33,500 (1968).
Balakhna được thành lập năm 1474 với tên gọi Sol-na-Gorodtse (Соль-на-Городце). Sau khi Khan của Kazan san phẳng nó năm 1536, một pháo đài bằng gỗ được xây dựng để bảo vệ khu định cư chống lại cuộc xâm nhập Tatar. Trong ba thế kỷ sau, Balakhna thịnh vượng như một trung tâm thương mại. Trong Thời kỳ Những khó khăn, đó là 12 thành phố lớn nhất ở Nga.
Adam Olearius đã đến thăm và mô tả thị trấn vào năm 1636. Đó là thợ đóng tàu năm từ Holstein xây dựng các tàu Nga đầu tiên ở đây, do đó thiết lập Balakhna như một trung tâm quan trọng nhất của quốc gia đóng tàu sông. Những người dân của Balakhna cũng nổi tiếng về các kỹ năng của họ trong dệt kim và gạch màu, được sử dụng để trang trí của Giáo hội Chúa Cứu Thế (1668) và đền thờ địa phương khác. Balakhna là một trong các thành phố Nga vài hiển thị trên Bản đồ thế giới 1689 Amsterdam (có nhãn Balaghna).

## Thư viện ảnh

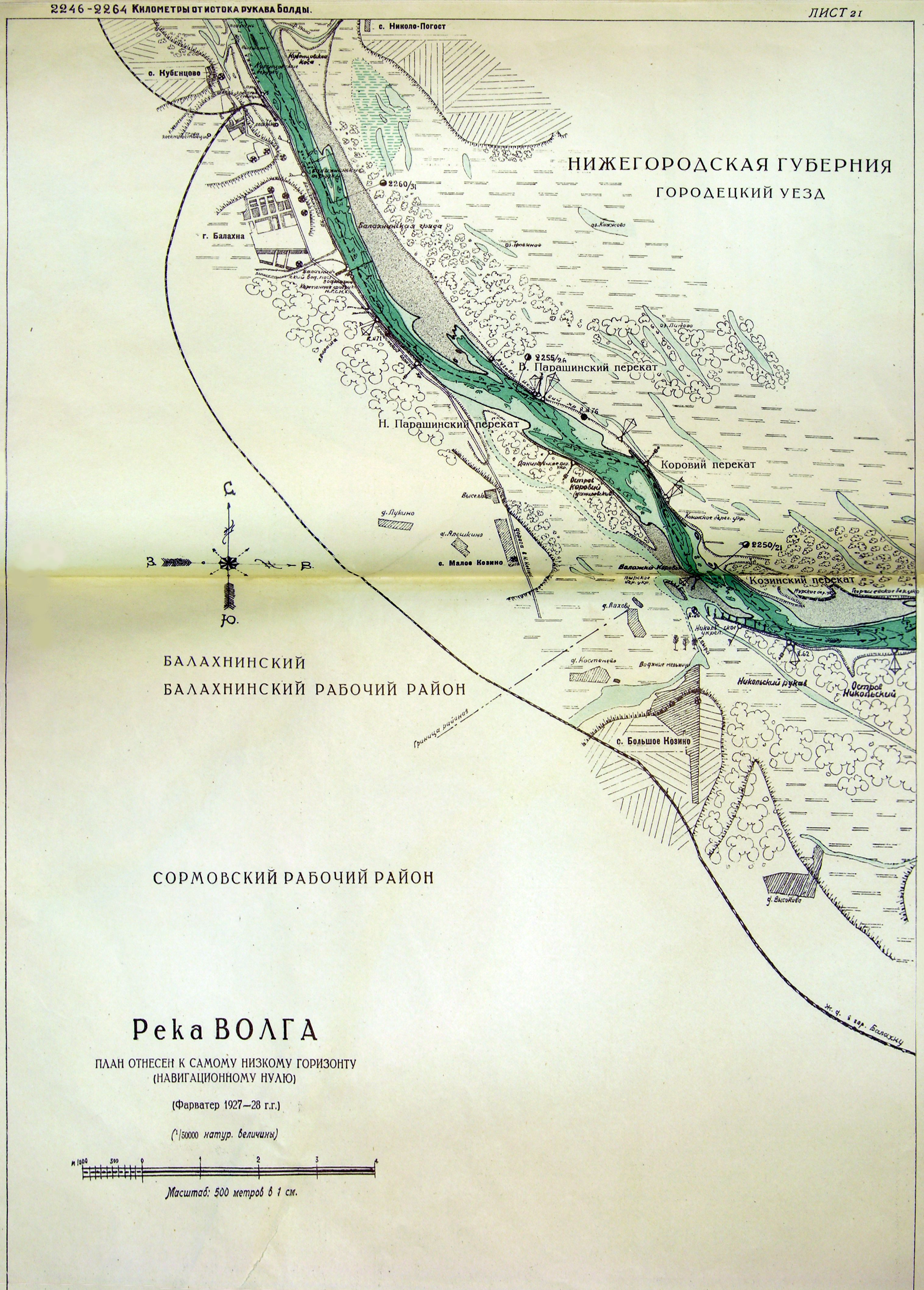
Bản đồ Balakhna và các vùng lân cận năm 1929
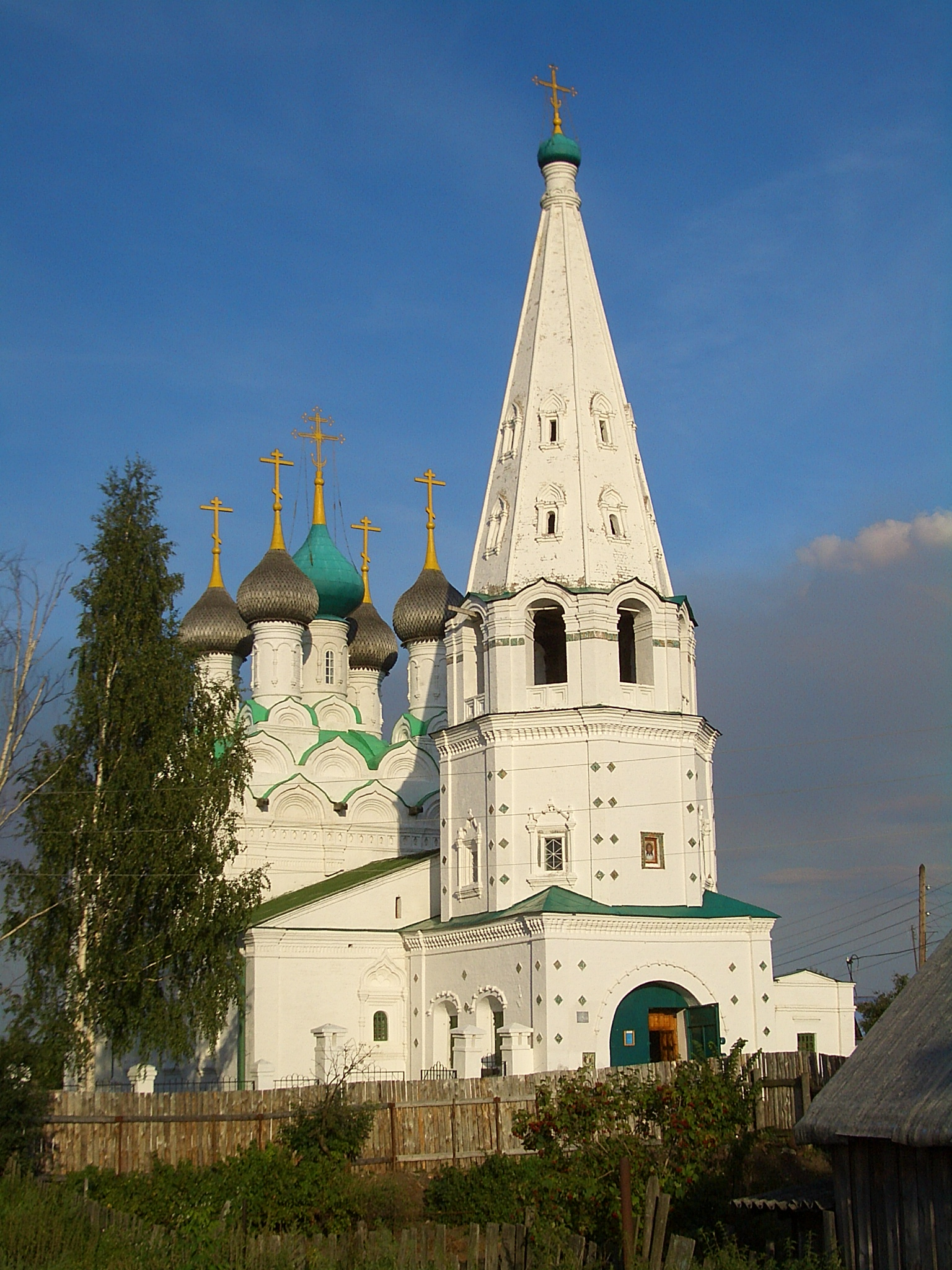
Nhà thờ Chúa cứu thế
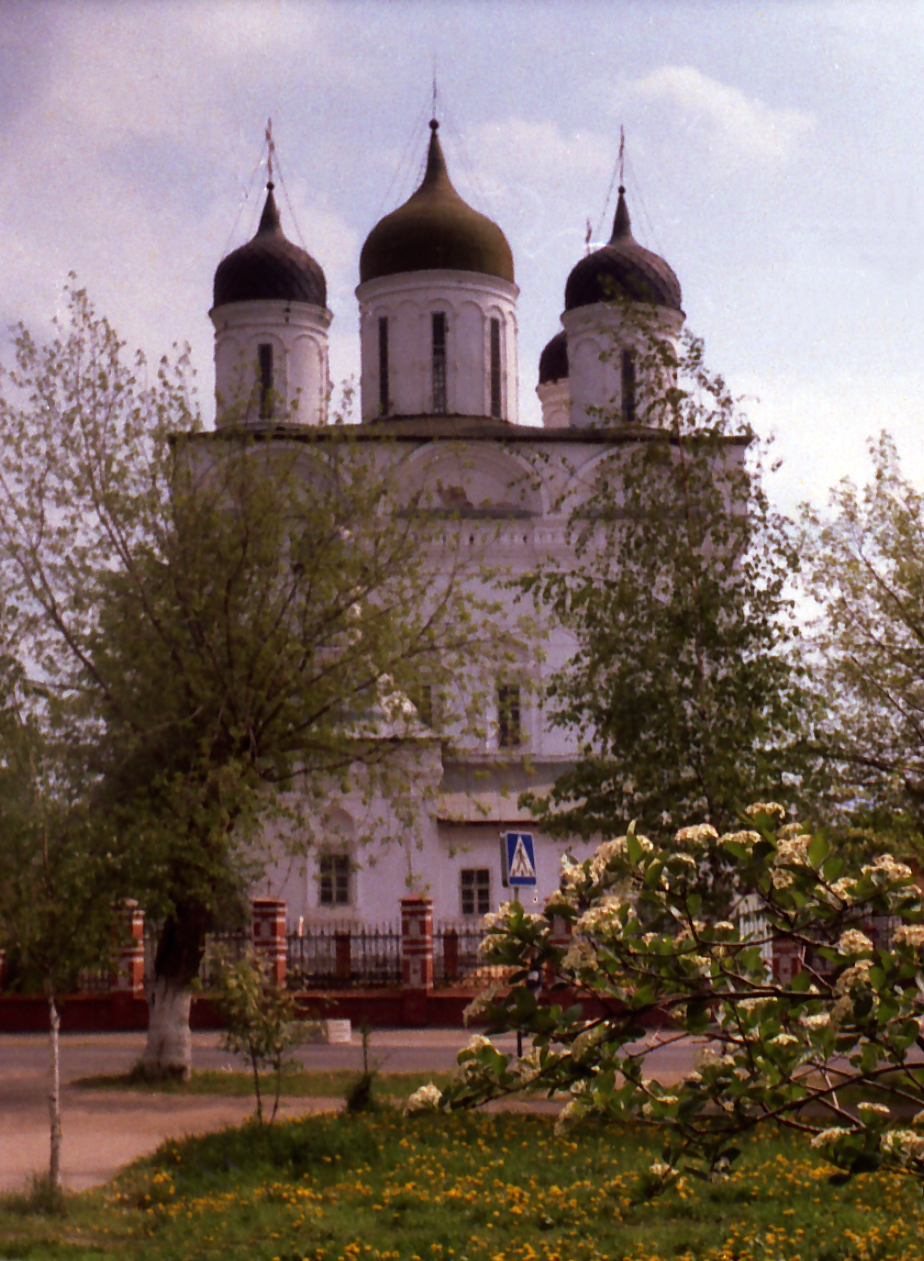
Nhà thờ giáng sinh